# Asplenium bouharmontii
Asplenium bouharmontii är en svartbräkenväxtart som beskrevs av Badré och Prelli. Asplenium bouharmontii ingår i släktet Asplenium och familjen Aspleniaceae. Inga underarter finns listade.